# J. Freeman Gilbert

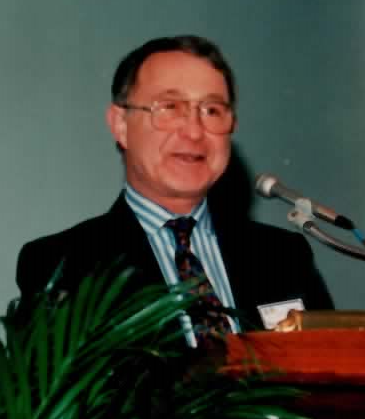
James Freeman Gilbert

James Freeman Gilbert (* 9. August 1931 in Vincennes, Indiana; † 15. August 2014 in Portland, Oregon) war ein US-amerikanischer Geophysiker.
Gilbert studierte am Massachusetts Institute of Technology, wo er 1953 seinen Bachelor-Abschluss machte und 1956 in Geophysik promoviert wurde. Danach ging er an die University of California, Los Angeles (UCLA), wo er 1957 Assistant Professor und 1960 Associate Professor wurde. 1960/61 war er Forschungs-Geophysiker bei Texas Instruments. Ab 1961 war er Professor an der University of California, San Diego, und am Institute of Geophysics and Planetary Physics (IGPP) des Scripps Institution of Oceanography, dessen Associate Director er 1976 bis 1988 war. Seit 2001 ist er dort Professor Emeritus. 1987 war er als Fairchild Scholar am Caltech, 1973 Gastprofessor in Utrecht (Veining-Meinesz-Institut für Geophysik) und 1964/65 und 1972/73 als Guggenheim Fellow an der University of Cambridge.
Gilbert war einer der Entdecker der freien Schwingungsmoden der Erde, die er mit Adam Dziewoński aus der Analyse der Daten des Alaska-Erdbebens von 1964 und später des Erdbebens in Kolumbien 1970 fand. Etwa gleichzeitig gelang das auch Frank Press und Maurice Ewing. Dazu entwickelte er mit George Edward Backus die Backus-Gilbert-Methode der Inversion seismischer Daten. Anfang der 1970er Jahre war er an der Installation eines weltweiten Netzwerks von Seismometern zum Studium des Erdinnern beteiligt, das IDA Array (Project IDA, International Deployment of Accelerometers), dessen erste 40 Stationen 1974 in Betrieb gingen.
1981 erhielt er die Goldmedaille der Royal Astronomical Society, 1999 die William Bowie Medal, 1990 den Balzan-Preis, 1985 die Arthur L. Day Medal der Geological Society of America und 2004 die Medaille der Seismological Society of America. Er war Ehrendoktor der Universität Utrecht und der Colorado School of Mines. Er war Mitglied der National Academy of Sciences und der American Academy of Arts and Sciences (1961). 
Er war seit 1959 verheiratet und hatte drei Kinder.